# Pieter Van den Bosch (voetballer)
Pieter ("Jeng") Van den Bosch (Boom, 31 oktober 1927 – 31 januari 2009) was een Belgische voetballer. Hij speelde negen seizoenen voor RSC Anderlecht en werd vier keer landskampioen.

## Carrière
Pieter Van den Bosch, bijgenaamd Jeng, werd geboren op 31 oktober 1927 in Boom. Hij begon op 13-jarige leeftijd als aanvaller bij de club van zijn geboortedorp: Boom FC. In 1951, Van den Bosch was toen 24 jaar, maakte hij de overstap naar RSC Anderlecht.
In Anderlecht werd hij een ploegmaat van onder meer Arsène Vaillant, Hypoliet van den Bosch en Jef Mermans. Van den Bosch was een spits, maar zeker geen goalgetter zoals Jef Mermans. In 163 wedstrijden scoorde hij 43 keer.In Eerste Klasse speelde hij in totaal 261 wedstrijden en scoorde 76 keer. Hij was in totaal ook goed voor 5 belangrijke doelpunten in de Europacup I. Hij maakte in 1955 deel uit van het Anderlecht-elftal dat voor de eerste keer in de geschiedenis van de club aan een Europees toernooi deelnam. Van den Bosch zou uiteindelijk vier keer kampioen worden met Anderlecht. De eerste keer was in 1954, de vierde en laatste keer in 1959.
Een jaar na z'n laatste titelviering verliet de toen 33-jarige Van den Bosch de club en trok naar Henegouwen, waar hij een contract tekende bij RAEC Bergen. Hij zou er drie seizoenen blijven, alvorens nog even te voetballen bij Sporting Lebbeke. In 1963 stopte hij met voetballen.